# Sievert (Familienname)
Sievert ist ein deutscher Familienname, eine niederdeutsche Ableitung des Namens Siegward.

## Variationen
- Siebert
- Siefer
- Siefert
- Siever
- Sievers
- Siewers
- Siewert
- Sivert

## Namensträger
- Adolf Sievert (1826–1893), deutscher Jurist, Regierungsrat, Heimatforscher
- Albert Julius Sievert (1835–1904), Stadtpfarrer und Chronist von Ladenburg und Müllheim/Baden
- Adelheid Sievert-Staudte (* 1944), deutsche Kunstdidaktikerin
- Auguste Sievert (1824–1897), deutsche Malerin und Schriftstellerin
- Hans Sievert (1880–1956), deutscher Verwaltungsjurist in Sachsen
- Hans-Heinrich Sievert (1909–1963), deutscher Leichtathlet
- Hans-Helmut Sievert, deutscher Nachrichtensprecher
- Hans-Wolf Sievert (* 1941), deutscher Unternehmer und Hochschullehrer
- Hedwig Sievert (1907–1980), deutsche Stadtarchivarin und Historikerin
- Helmut Sievert (1914–1945), deutscher Fußballspieler
- Henning Sievert, deutscher Islamwissenschaftler
- Johannes F. Sievert (* 1968), deutscher Filmregisseur
- Klaus-Dieter Sievert (* 1935), deutscher Marineoffizier
- Ludwig Sievert (1887–1966), deutscher Bühnenbildner
- Olaf Sievert (* 1933), deutscher Volkswirtschaftler
- Paul Sievert (1895–1988), deutscher Leichtathlet
- Rolf Sievert (1896–1966), schwedischer Mediziner und Physiker
- Sara Sievert (* 1994), deutsche Journalistin
- Thorsten Sievert (* 1968), deutscher TV-Produzent und Regisseur